# Nucras boulengeri
Nucras boulengeri är en ödleart som beskrevs av  Neumann 1900. Nucras boulengeri ingår i släktet Nucras och familjen lacertider.

## Underarter
Arten delas in i följande underarter:
- N. b. boulengeri
- N. b. kilosae